# Theo Breuer
Theo Breuer (15 marzo 1909 – 8 dicembre 1980) è stato un calciatore tedesco, di ruolo centrocampista.